# Die Legende von Paul und Paula
Die Legende von Paul und Paula è un film del 1973 diretto da Heiner Carow.
Il film è stato estremamente popolare al momento dell'uscita e ha attirato 3.294.985 spettatori (la DDR aveva allora una popolazione di circa 17 milioni). Tuttavia, a causa delle sfumature politiche del film, non è stato quasi distribuito. Il leader della Germania Est Erich Honecker decise personalmente di permettere che fosse mostrato. Oggi è uno dei film più famosi della Germania Est.
Il romanzo di Ulrich Plenzdorf intitolato Die Legende vom Glück ohne Ende era basato su questo film.

## Trama
Paul è un burocrate minore a Berlino Est, dove vive con la moglie e il figlio in un moderno condominio a molti piani. Sebbene sia ben istruito e professionalmente ambizioso, è generalmente annoiato dalla sua vita. Non può relazionarsi con la moglie poco sofisticata, che gli è ripetutamente infedele, arrivando persino a portare uomini a casa quando Paul è assente. Paula, cassiera in un negozio di alimentari e madre single di due figli, vive in un edificio fatiscente dell'anteguerra proprio di fronte al moderno grattacielo in cui vive Paul. Dopo aver buttato fuori il suo amante donnaiolo (e padre del figlio più piccolo), la donna sta cercando più felicità nella sua vita noiosa.
Paul e Paula si incontrano in una discoteca e la donna subito si innamora di lui. Anche Paul desidera la donna, ma è riluttante a mettere in pericolo la sua carriera ed il suo matrimonio. Quando uno dei figli di Paula viene ucciso in un incidente, Paul si rende conto che Paula è più importante della sua carriera e del suo matrimonio, ma la donna è talmente distrutta dalla sua perdita che lo respinge. In cerca di sicurezza, contempla seriamente il matrimonio con un uomo d'affari più anziano, di successo ma noioso, e Paul deve fare di tutto per riconquistare Paula. Alla fine, ci riesce e i due vanno a vivere insieme, ma lei muore dando alla luce il loro bambino.

## Curiosità
Il Cancelliere tedesco Angela Merkel ha rivelato che questo è il suo film preferito.

## Citazioni cinematografiche
Foto del film Angelica alla corte del re possono essere viste sul muro nella scena del cinema.